# Tour de Colombie 1990
Le Tour de Colombie 1990, qui se déroule du 31 mars au 12 avril 1990, est une épreuve cycliste remportée par le Colombien Gustavo Wilches. Cette course est composée d'un prologue et de treize étapes.

## Classement général
Le classement des dix premiers s'établit comme suit :
| Classement final | Classement final       | Classement final | Classement final   | Classement final    |
|                  | Coureur                | Pays             | Équipe             | Temps               |
| ---------------- | ---------------------- | ---------------- | ------------------ | ------------------- |
| 1er              | Gustavo Wilches        | Colombie         | Manzana Postobón   | en 44 h 10 min 59 s |
| 2e               | Héctor Patarroyo (es)  | Colombie         | Manzana Postobón   | à 37 s              |
| 3e               | Francisco Rodríguez    | Colombie         | Pony Malta-Avianca | à 1 min 4 s         |
| 4e               | Pablo Wilches          | Colombie         | Pony Malta-Avianca | à 1 min 40 s        |
| 5e               | Álvaro Sierra          | Colombie         | Café de Colombia   | à 2 min 40 s        |
| 6e               | Hernán Buenahora       | Colombie         | Café de Colombia   | à 2 min 55 s        |
| 7e               | Martín Farfán          | Colombie         | Kelme              | à 6 min 7 s         |
| 8e               | William Palacio        | Colombie         | Manzana Postobón   | à 6 min 8 s         |
| 9e               | Henry Cárdenas         | Colombie         | Café de Colombia   | à 8 min 50 s        |
| 10e              | Carlos Mario Jaramillo | Colombie         | Manzana Postobón   | à 14 min 53 s       |
| modifier         |                        |                  |                    |                     |